# 哈麗雅特·米爾斯
哈麗雅特·科妮莉亞·米爾斯（英語：Harriet Cornelia Mills，1920年4月2日—2016年3月5日），生於日本東京，美國漢學家，教授中文和中國現代文學。她在1951年被中华人民共和国逮捕并被指控是美國間諜與反革命分子，被拘禁至1955年10月，進行思想改造。她被廣泛認是洗腦的受害者。

## 生平
其父親為威爾森·米爾斯（Wilson Mills），是一位美國長老會傳教士。其母親為科妮莉亞·賽勒（Cornelia Seyle）。
哈麗雅特在日本東京出生，之後隨其父母抵達中國，在南京及上海時，進入美國學校就讀。1941年，畢業於衞斯理學院，主修英國文學。隨後於哥倫比亞大學取得碩士及博士學位，主修中文。她取得傅爾布萊特獎學金，至中國留學，進入北京大學就讀。
1950年，韓戰爆發，哈麗雅特與其他二名傅爾布萊特學者申請離境，被拒絕發給簽證。1951年7月1日，他們這三位傅爾布萊特學者被中國官方逮捕，認定他們為美國間諜，並以搜得的一台短波收音機作為證據。在被拘禁期間，哈麗雅特等三人被當成反革命份子，在監獄中進行了長達兩年的思想改造。
哈麗雅特被拘禁期間，她不准與家人連絡。其父母透過美國國務院與美國紅十字會，向中國進行遊說施壓。1955年10月31日，哈麗雅特獲釋，抵達香港。其他兩名傅爾布萊特學者則分別在1954年10月和1955年9月獲釋。
哈麗雅特獲釋時，曾供稱自己是不支薪的美國間諜，完全同意中國政府有權拘捕她，並認為中國政府對她相當關心及友善。她對自己的行為感到懺悔，而且很少對外提及她被拘禁時的經過。她曾向自己家人說，她的一些想法是被中國政府強制灌輸的。
她在拘禁期間，罹患結核病。回到美國，歷經兩年治療才治癒。她將受審及拘禁的回憶錄，交給康乃大學的心理學家哈羅德·沃爾夫研究。哈羅德·沃爾夫曾受中央情報局委託，對於蘇聯及中國的洗腦技術進行研究。她經歷過兩年多的思想改造，是受到思想改造過程最長的西方人之一。
在復原後，她進入哥倫比亞大學、康乃爾大學和密西根大學，擔任教授，教授中文及中國現代文學，直到1990年退休為止。在退休之前，她曾經在1976年、1989年和1999年三度回到中國，參與學術會議。
晚年她罹患失智症。2016年3月5日，因失智症併發症，在馬里蘭州米特徹維勒過世，享年95歲。

## 外部連結
- Harriet Mills, Scholar Held in ‘Brainwashing Prison’ in China, Dies at 95（页面存档备份，存于）